# Édouard Joseph Dantan

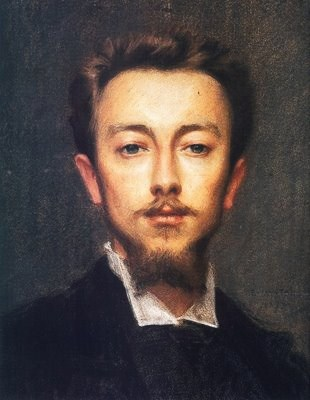
Édouard Dantan, zelfportret, 1875

Édouard Joseph Dantan (Parijs, 26 augustus 1848 - Villerville, 7 juli 1897) was een Frans kunstschilder.

## Leven en werk
Dantan was de zoon van een vooraanstaand beeldhouwer. Hij bezocht de École des Beaux-Arts en ging vervolgens in de leer bij Isidore Pils en later Henri Lehmann. Hij toonde al op jonge leeftijd een bijzondere technische begaafdheid en kreeg in 1867 opdracht om een gevelschilderij te maken van de Heilige Drie-eenheid voor een kapel te Marnes. In 1869 exposeerde hij voor het eerst in de Parijse salon met zijn Episode aus dem Untergang von Pompeji. Op de wereldtentoonstelling van 1889 te Parijs won hij een medaille.
Na de Frans-Duitse Oorlog (1870-1871) schilderde Dantan diverse historische en mythologische taferelen, in een academische stijl. Later maakte hij ook diverse werken waarin het beeldhouwatelier van zijn familie als thema terugkeert. Ook werkte hij als portretschilder. Aan het einde van zijn leven schildert hij veel gezichten van Villerville te Normandië, waar hij vaak vakanties doorbracht. Hij overleed er in 1897, op 48-jarige leeftijd.

## Galerij

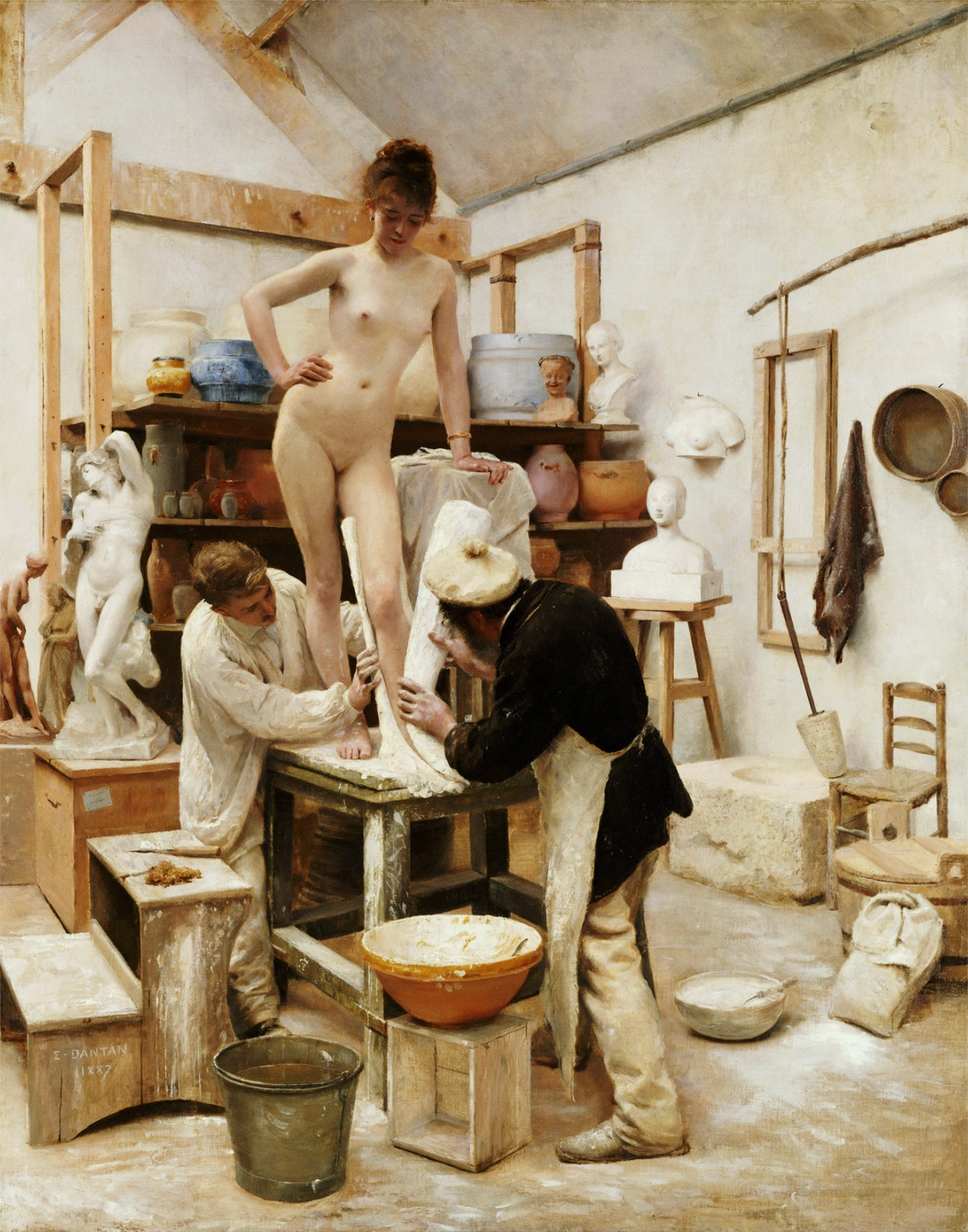
A Casting from Life
Sculptor
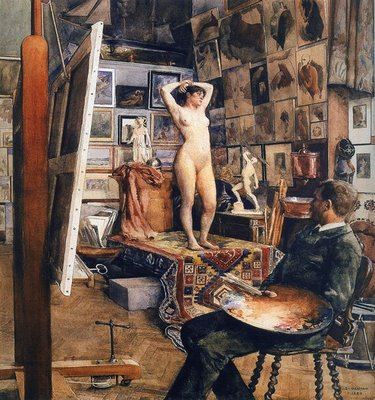
Studioscene
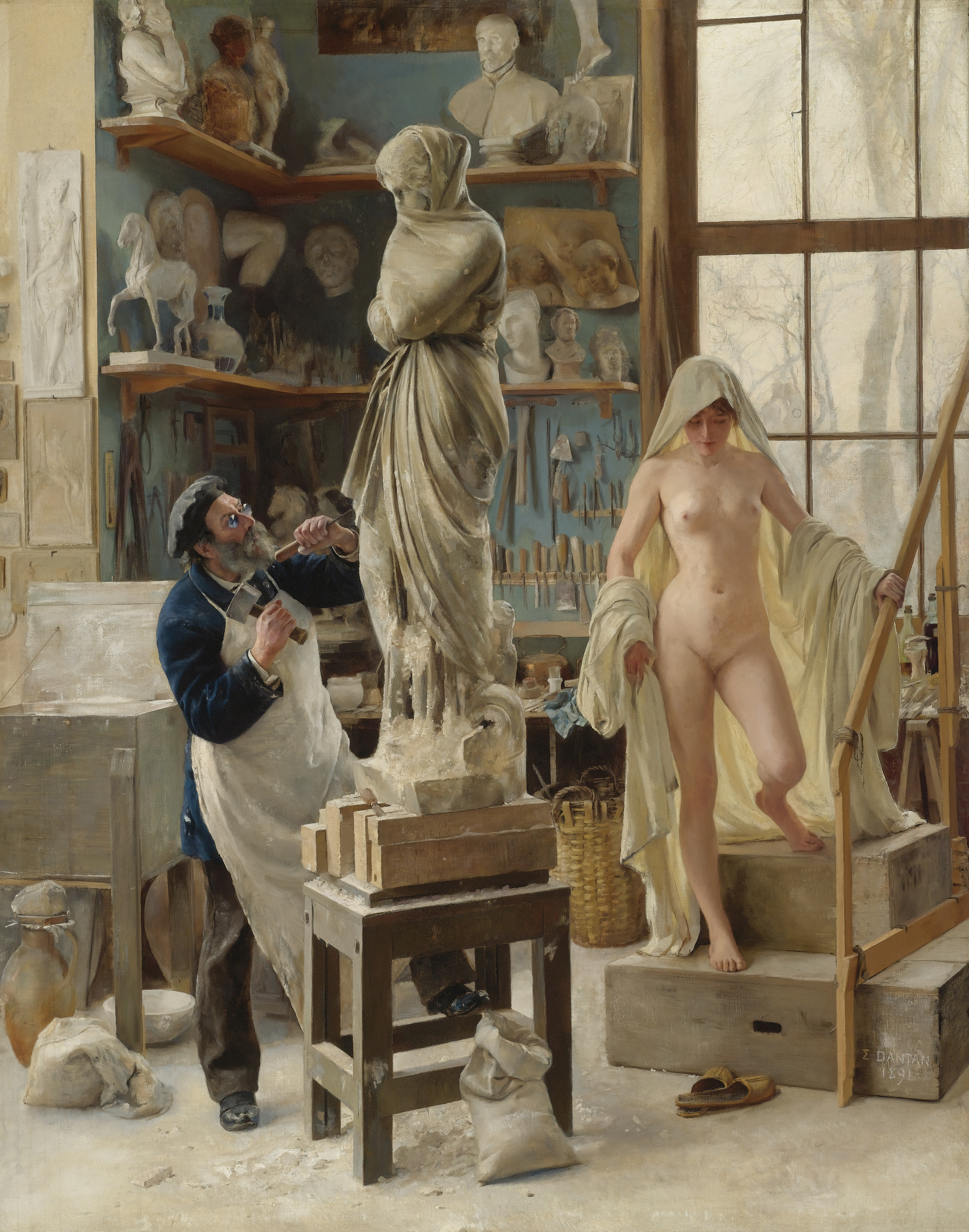
Reastauration
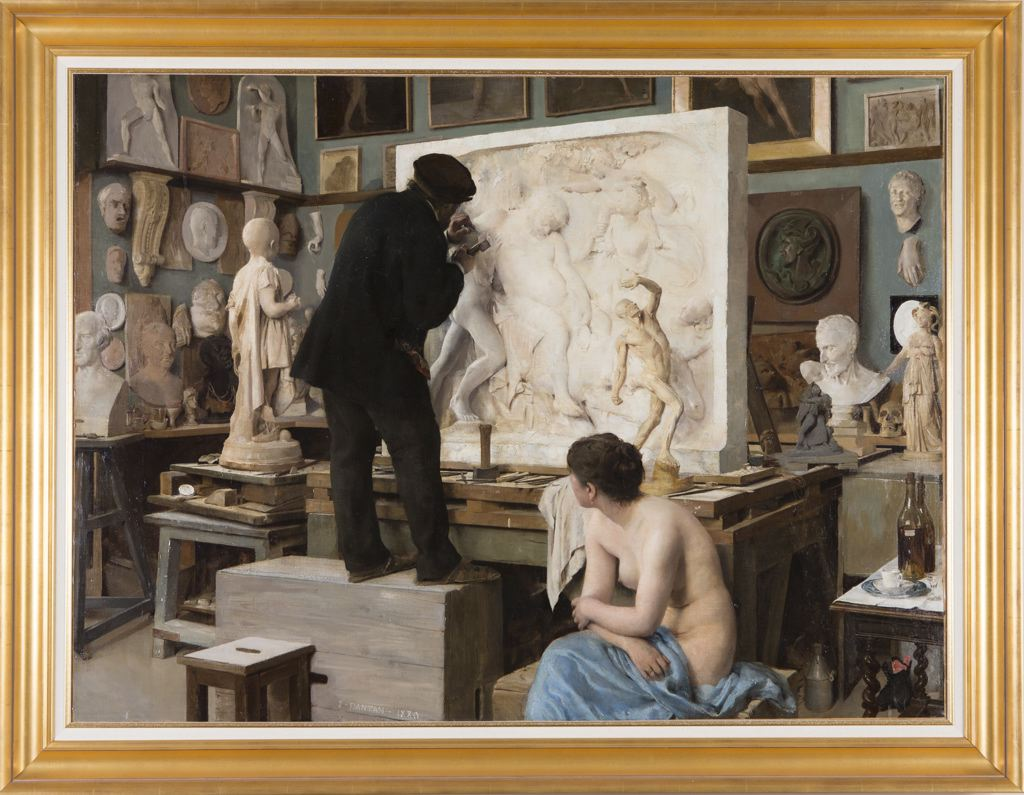
Coin d'atelier
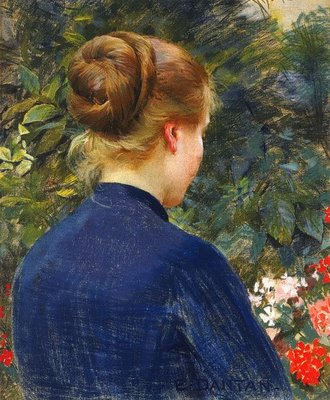
Portrait
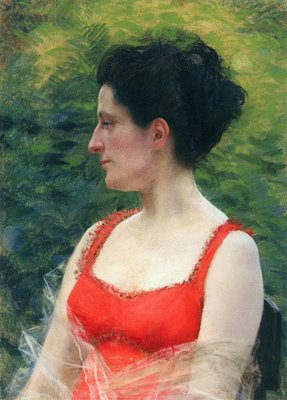
Portrait
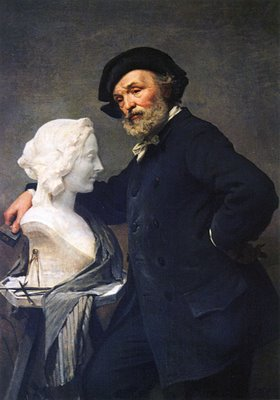
Portrait
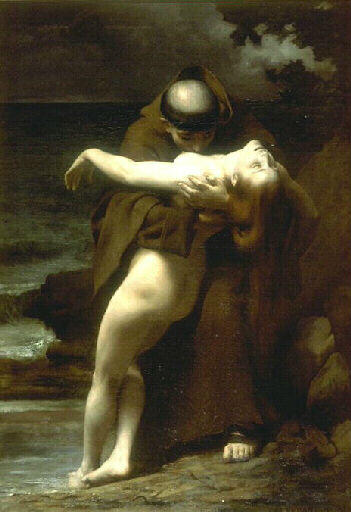
Phrosine et Mélidore
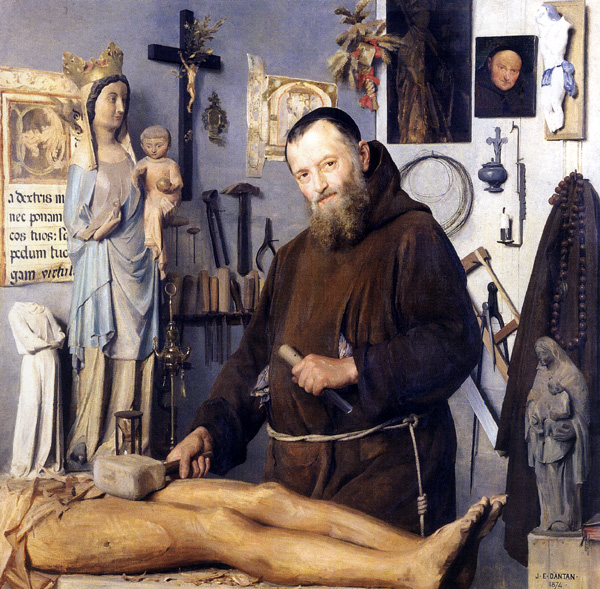